# 大塚銀悦
大塚 銀悦（おおつか ぎんえつ、1950年12月12日 - ）は、日本の小説家。東京都江戸川区出身。東京都立葛飾野高等学校卒業。

## 略歴
- 1998年、「濁世」で第119回芥川龍之介賞候補。
- 1999年、「壺中の獄」で第121回芥川龍之介賞候補、『久遠』で第12回三島由紀夫賞候補。

## 作品リスト

### 単行本
- 『濁世』（1999年9月、文藝春秋）
  - 「濁世」（『文學界』1998年5月号）
  - 「久遠」（『文學界』1998年12月号）
  - 「壺中の獄」（『文學界』1999年5月号）

#### 単行本未収録作品
- 「風餐露宿」（『文學界』2000年6月号）
- 「星闌干」（『新潮』2001年12月号）
- 「残炎」（『文學界』2003年7月号）
- 「昇天」（『文學界』2005年2月号）

##### 選集再録作品
- 「濁世」（『芥川賞候補傑作選 平成編2 1995-2002』2021年5月）春陽堂書店

### 随筆

#### 単行本未収録作品
- どぶ迷宮の町が消える（『文學界』1998年7月号）
- 幾望月明の下（『新潮』1999年8月号）

### 書評

#### 単行本未収録作品
- Book Review　『だめ！』だめ連・編（『文藝』1999年夏季号）

### アンケート

#### 単行本未収録作品
- ショウペンハウエル　特集 インディーズ哲学／アンケート（『文藝』1999年春季号）